# 河野孝太郎
河野 孝太郎（こうの こうたろう、1999年7月24日 - ）は、ジャパンラグビーリーグワン三重ホンダヒートに2023-24シーズンまで所属していたラグビーユニオン選手。

## プロフィール
- 大分県出身[2]。
- ポジションはウィング(WTB)、フルバック(FB)。
- 身長 183 cm、体重 85 kg

## 略歴
2018年、大分東明高校卒業後、山梨学院大学に入学。
2021年、山梨学院大学ラグビー部の副将に就任。
2022年、三重ホンダヒートに加入。2024年5月退団。